# May Ayim
Pour les articles homonymes, voir Ayim.
May Ayim est le nom de plume de May Opitz (née Sylvia Brigitte Gertrud le 3 mai 1960 à Hambourg – morte le 9 août 1996 à Berlin). Elle est une poétesse, pédagogue, orthophoniste, essayiste et militante afro-allemande.

## Biographie
Fille d'une mère allemande et d'un étudiant en médecine originaire du Ghana, son père souhaite qu'elle soit élevée par sa sœur sans enfant, mais la loi allemande ne donne pas de droit aux pères biologiques. Sa mère place la fille en adoption. Brigitte Sylvia Gertrud est adoptée par une famille allemande blanche dans sa jeunesse. Elle grandit à Münster. Adulte, elle entreprend des démarches pour prendre le nom de son père biologique, Ayim. Face au refus des autorités, elle l'utilise à partir de 1992 comme nom de plume.
À l'université de Ratisbonne, elle écrit un mémoire de fin d'étude intitulé Afro-Deutsche: Ihre Kultur- und Sozialgeschichte aus dem Hintergrund gesellschaftlicher Veränderungen. Il s'agit de la première étude universitaire de l'histoire afro-allemande, du Moyen Âge à la fin du XXe siècle. Cette thèse devient la base d'un livre, Farbe bekennen, codirigé avec Katharina Oguntoye et Dagmar Schultz, publié en 1986 aux éditions Orlanda Frauenverlag et préfacé par Audre Lorde. Ce livre rassemble des essais, des poésies et des témoignages de femmes noires en Allemagne. Il propose d'utiliser le terme "afro-allemand" (afro-deutsch) pour désigner les Allemands et Allemandes noir.e.s, pour échapper aux désignations dépréciatives qui leur étaient réservées (comme "mulâtre" par exemple). La traduction anglais paraît en 1992 sous le titre Showing Our Colors: Afro-German Women Speak Out.
Dans ses conférences et ses poèmes, elle évoque la discrimination raciale : « J'ai grandi avec le sentiment de devoir prouver qu'un «bâtard», un «nègre», un «enfant d'émigré» est un être humain à part entière ». Elle écrit aussi : « Le symbolisme chrétien occidental de la couleur a toujours associé la couleur noire à ce qui est répréhensible et indésirable. [...] Dans le vocabulaire ecclésial du Moyen Âge, les termes «Aethiops» et «Aegyptius» étaient utilisés de manière frappante comme synonymes du terme «diable». Les préjugés et la discrimination déterminés par la religion faisaient donc partie des fondements sur lesquels un conglomérat de convictions racistes pouvait se développer sans effort à l'époque coloniale, qui a transformé les Noirs en sous-hommes («nègres») ».
Son deuxième ouvrage collectif (essais et poèmes), Entfernte Verbindungen, paraît en 1992, à nouveau aux éditions Orlanda Frauenverlag.
Elle est la cofondatrice de plusieurs associations de luttes contre le racisme : ISD, ADEFRA et LiteraturFrauen e.V..
Bien qu'elle performe ses poèmes en public depuis les années 1980, c'est seulement en 1995 que son premier recueil de poèmes paraît, blues in schwarz weiss, toujours aux éditions Orlanda Frauenverlag. Il est préfacé par Maryse Condé. À la suite de cette parution, elle est notamment interviewée dans l'émission Literatur im Römer à la foire du livre de Francfort. Composé de poèmes politiques et intimes, ponctué des symboles "adinkra" ghanéens, ce recueil dénonce entre autres la multiplication des crimes racistes après la réunification allemande. Il contient aussi un hommage à la poétesse africaine américaine Audre Lorde ("soul sister") et un poème adressé à Martin Luther King ("l'après"). Comme une parole portée "contre le silence et l'oubli", le combat de May Ayim passe aussi par la langue.
Après avoir travaillé intensément à l'organisation du Black History Month à Berlin au début de l'année 1996, elle s'effondre et fait un séjour en clinique psychiatrique. Au cours de ce séjour, on lui diagnostique par hasard une sclérose en plaques. L'interruption de son traitement psychiatrique dans le cadre de sa prise en charge pour la sclérose en plaques entraîne une détérioration rapide de sa santé mentale. Elle se jette à 36 ans d'un immeuble, et meurt, le 9 août 1996. Elle est enterrée à l'Alter St. Matthäus-Kirchhof, à Berlin.
Après sa mort, deux parutions viennent compléter son œuvre publiée : le recueil posthume nachtgesang, avec une postface de Marion Kraft, et la sélection d'essais grenzenlos und unverschämt (titre qui reprend celui d'un de ses poèmes les plus connus).
Maria Binder retrace la vie de May Ayim en 1997 dans le documentaire Hoffnung im Herz, qui se base sur quantité d'images d'archives.

## Héritage culturel
Le poème They're People Like Us de Ayim est cité par Paul Beatty dans le roman Slumberland (2008). 
Les écrits de May Opitz sont reproduits dans l'anthologie Daughters of Africa.
Farbe Bekennen auquel elle a participé marque aussi de nombreuses femmes afro-allemandes, et notamment la militante éditrice et universitaire travaillant, entre autres, sur les autrices afrodescendantes, Marion Kraft.
May Ayim est également le sujet central du poème Reggae Fi May Ayim de Linton Kwesi Johnson, enregistré sur son album More Time (1999).
Les ouvrages politiques Grenzenlos und unverschämt et Farbe bekennen sont republiés en poche chez Fischer-Verlag dans les années 2000.
Les deux recueils de poèmes sont republiés par la maison d'édition Orlanda sous le titre weitergehen (continuer) en 2013. En 2020, la maison ré-édite Farbe bekennen. En 2016 et en 2021, Natasha A. Kelly dirige deux ouvrages rassemblant des textes de femmes afro-allemandes inspirées par May Ayim : sisters and souls.
En 2021, les éditions Unrast republient blues in schwarz weiss, nachtgesang et Grenzenlos und unverschämt. Paraissent en même temps, sous le titre May Ayim. Radikale Dichterin, sanfte Rebellin, des souvenirs de personnes ayant connu May Ayim ainsi que des textes inédits de l'autrice.
En 2022, son premier recueil de poèmes parait en français sous le titre Blues en noir et blanc, préfacé par Maryse Condé (Ypsilon éditeur), avec une traduction de Lucie Lamy et Jean-Philippe Rossignol,.
En 2023, ses essais et textes autobiographiques sont pour la première fois traduits en français dans le recueil Nouveau départ (Ypsilon éditeur), qui rassemble six textes extraits du volume allemand Grenzenlos und unverschämt (Orlanda Frauenverlag 1997, réédition: Unrast, 2021) traduits par Lucie Lamy et Jean-Philippe Rossignol, suivis du texte "Ceci n'est pas une postface" d'Amandine Gay.
Le travail de May Ayim sur l'histoire des afro-allemands a inspiré la création de l'association d'éducation et bibliothèque d'archives Each One Teach One, à Berlin, dont certains membres fondateurs se sont rencontrés au funérailles de la poétesse.

## Lauréats du prix May Ayim
- Olúmìdé Pópóọlá (2004)[16]